# Oplegnathidae

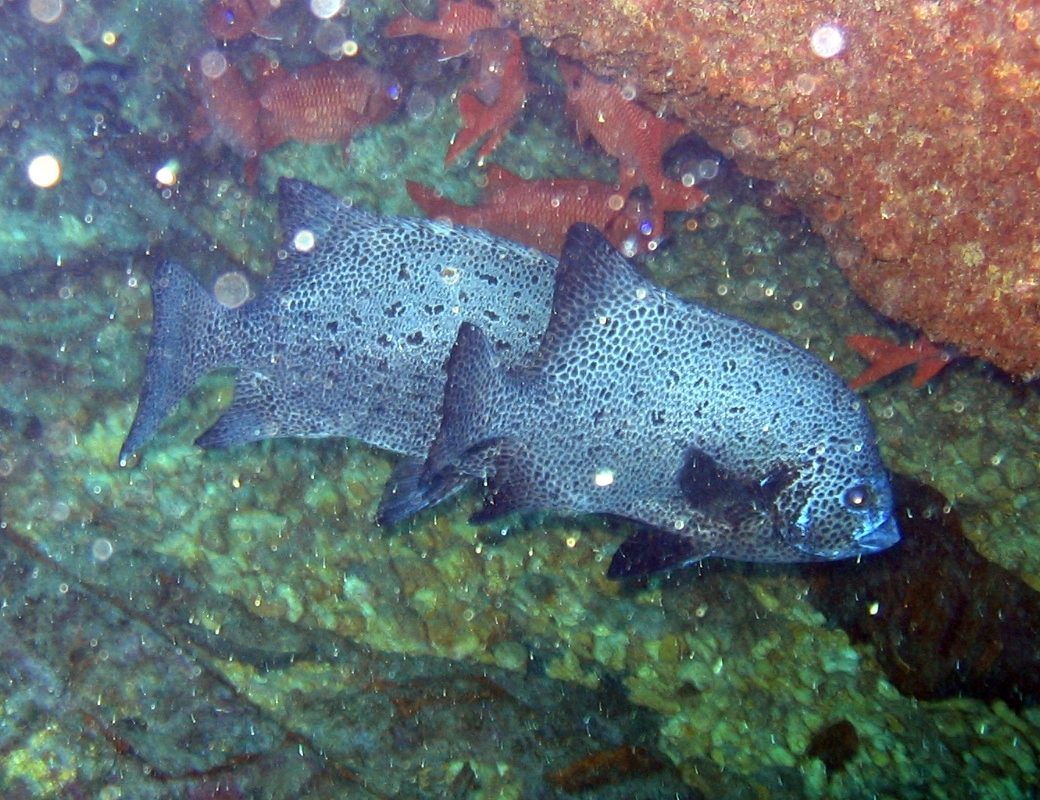
Oplegnathus punctatus

Los Oplegnathidae es una familia de peces marinos, con un único género Oplegnathus, incluida en el orden Perciformes. Sus especies se distribuyen por Japón, sudeste de Australia hasta Tasmania, islas Galápagos y costa occidental de Sudamérica, así como en las costas de Sudáfrica.
Tienen los dientes fusionados, formando en los adultos un pico similar al de los loros. En la aleta dorsal presentan una docena de espinas y otra docena de radios blandos, con las espinas cortas en los adultos mientras que en los juveniles las espinas y los radios blandos son de la misma altura y continuas; en la aleta anal tienen tres espinas. Tienen las escamas muy pequeñas y pueden alcanzar una longitud máxima de 90 cm.
Se alimentan de percebes y moluscos.
Son pescados para su uso como alimento fundamentalmente, pues a pesar de su belleza no puede mantenerse en acuario.

## Especies
Existen siete especies en esta familia-género:
- Oplegnathus conwayi (John Richardson, 1840)
- Oplegnathus fasciatus (Temminck y Schlegel, 1844)
- Oplegnathus insignis (Kner, 1867) - Loreta (Ecuador), Loro (Perú), Presidiario (España), San Pedro (Chile), Tigris (Islas Galápagos).
- Oplegnathus peaolopesi (Smith, 1947)
- Oplegnathus punctatus (Temminck y Schlegel, 1844)
- Oplegnathus robinsoni (Regan, 1916)
- Oplegnathus woodwardi (Waite, 1900)